# Hundekehlesee
Der Hundekehlesee liegt im Westen des Berliner Bezirks Charlottenburg-Wilmersdorf am Rande der Villenkolonie Grunewald und des gleichnamigen Forstes. Er gehört zur Großen Grunewald-Seenkette.

## Geographie
Der See mit einer Fläche von etwa 72.000 m² hat eine längliche Form in Nord-Süd-Ausrichtung und gehört zur glazialen Rinne der Grunewaldseenkette. Gespeist wird der See vom südlich gelegenen Grunewaldsee über den Hundekehlegraben im benachbarten Naturschutzgebiet Hundekehlefenn. Nordöstlich schließt sich in der Seenkette nach rund 500 Metern der Dianasee an, allerdings ist die Grunewaldrinne zuvor durch drei bebaute Straßenzüge unterbrochen und erst wieder in einem kleinen unscheinbaren und namenlosen Park wahrnehmbar, der dem Dianasee südlich der Fontanestraße vorgelagert ist.
Auf der Westseite des Sees befindet sich ein öffentlicher Waldwanderweg, der Berlins beliebtestes Auslaufrevier für Hunde, das am Grunewaldsee beginnt, bis zur AVUS (A 115) fortsetzt. Die übrigen Seeseiten sind öffentlich nicht mehr zugänglich.

## Geschichte
Im Jahr 1774 entstand bei Schmargendorf ein einzelnes Fischerhaus, genannt Hundekehl. 1801 gab es dort eine Feuerstelle (= Haushalt). Im Jahr 1858 lebten dort sechs Personen; 1861 gab es auf der Gemarkung ein Wohn- und zwei Wirtschaftsgebäude.
Bis Ende des 19. Jahrhunderts führten Spazierwege rund um den See. Doch dann verkaufte der preußische Forstfiskus zwölf große Grundstücke am östlichen Seeufer an zahlungskräftige Bauherren.
Trotzdem waren Teile des Sees weiter öffentlich zugängig. Im Winter 1902/1903, als das Eis auf dem See dicker als 30 cm war, wurde auf dem See eine Eislaufbahn eröffnet. Sie fand bald großen Zuspruch bei den Berlinern.
Gegen die Gründung Groß-Berlins im Jahr 1920 kam aus der Kolonie massiver Widerstand, da die ansässigen Unternehmer, Bankiers, Hochschullehrer und Künstler auf die Steuervorteile der Landgemeinde Grunewald nicht verzichten wollten.
Das Viertel zwischen dem Hundekehlesee und Dianasee mit den Straßenzügen Gottfried-von-Cramm-Weg/Oberhaardter Weg, Douglasstraße und Gustav-Freytag-Straße entwickelte sich bald zu einer gehobenen Wohnlage im Grunewald und in Berlin. Viele Villen gleichen kleinen Palästen und eine hohe Zahl der Gebäude und Gartenanlagen sind als Baudenkmal geschützt. Fast jedes Gebäude ist restauriert, viele Gebäude sind heute in mehrere Einheiten aufgeteilt und vermietet. Privatpersonen und Unternehmen haben dort ihr Domizil. Die pompösen Villen aus der Zeit der Wende zum 20. Jahrhundert und neuere moderne Luxusbauten, die sich um das Südufer gruppieren, veranlassten den Schriftsteller und Lyriker Robert Gernhardt 2001 in der Zeitschrift Kursbuch zum Thema „Die Neidgesellschaft“ im Beitrag Frühsommerabend am Hundekehlesee zu den Zeilen:
O dass es doch niemand den Armen erzählte,

sie müßten sich nicht mal durch Brei hindurchfressen.

Das Schlaraffenland läge

direkt um die Ecke:

„Es liegt nur an euch, euch dort breitzumachen“
Bis zur Fertigstellung der neuen Botschaftsviertel in der Stadtmitte waren zudem mehrere Botschaften wie die von Irland oder der Tschechischen Republik ansässig.

## Anrainer

### Polizei und Sport

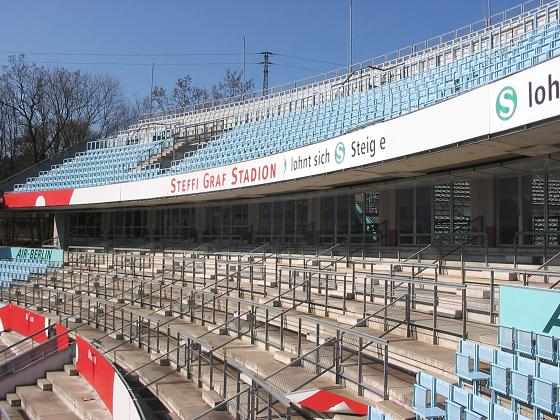
LTTC Rot-Weiß Berlin, Steffi-Graf-Stadion

Direkte Anrainer sind unter anderem die Reiterstaffel der Bundespolizei sowie der Tennisclub LTTC Rot-Weiß Berlin mit dem Steffi-Graf-Stadion, das über dem See liegt und im September 2004 nach einem Schaukampf von Steffi Graf auf den Namen der Spielerin getauft wurde.

### Villa Harteneck

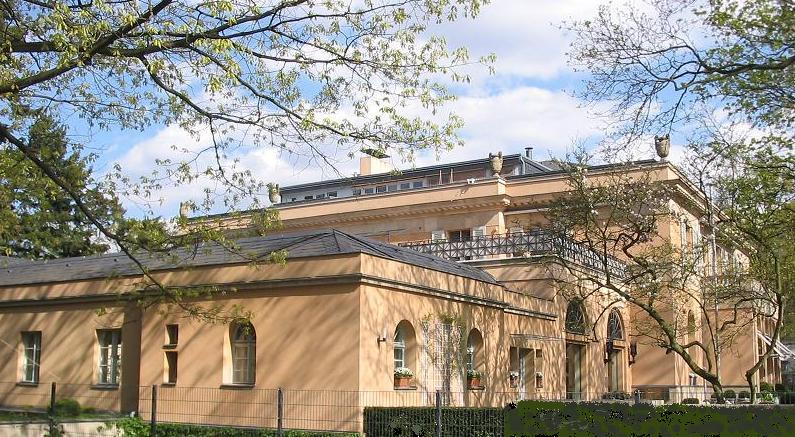
Villa Harteneck

Ein besonders luxuriöses Beispiel dieser Bauten bietet die Villa Harteneck, die zwischen 1910 und 1912 nach Entwürfen von Adolf Wollenberg für den Chemiefabrikanten Carl Harteneck gebaut wurde. Während der Zeit des Nationalsozialismus lebte dort der Chef des Amtes Ausland/Abwehr im Oberkommando der Wehrmacht Admiral Wilhelm Canaris, der nach dem Attentat auf Hitler vom 20. Juli 1944 zusammen mit den Regimegegnern Dietrich Bonhoeffer und Hans Oster am 9. April 1945 im KZ Flossenbürg hingerichtet wurde. Nach einer Restaurierung zwischen 1981 und 1985 bildete ein Teil der Villa bis zum Beginn des 21. Jahrhunderts die Botschaftsresidenz Südafrikas. Der ausgedehnte und als Gartendenkmal geschützte Park der Villa zieht sich bis zu dem öffentlichen Park an der Fontanestraße, der mit seinem abgeknickten Verlauf und seiner Rinnenform den ehemaligen Verlauf der Grunewaldseenkette zwischen Hundekehlesee und Dianasee andeutet.

### Villa Konschewski

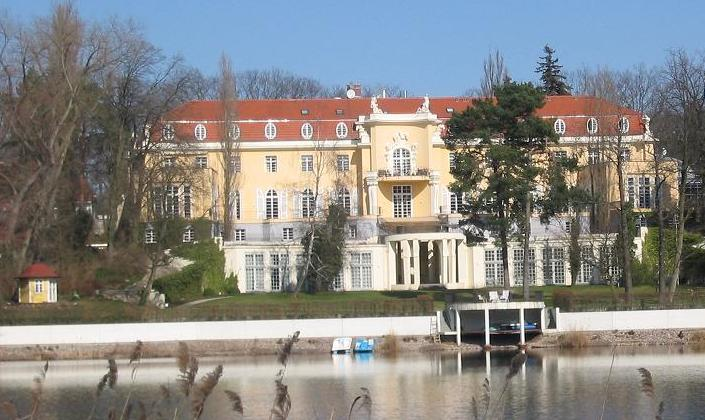
Villa Konschewski

Ein weiterer eindrucksvoller Bau ist die mehrteilige und restaurierte Villa Konschewski von 1923 am Gottfried-von-Cramm-Weg 33–37, deren ausgedehnte und geschützte Gartenanlage sich in Terrassen zum Ostufer des Sees herunterzieht. Bauherr war Moritz Konschewski, Direktor einer pommerschen Papierfabrik. Das Baudenkmal wird gelegentlich auch nach ihrem Architekten als „Oskar-Kaufmann-Villa“ bezeichnet, der bereits 1908 das Hebbel-Theater und 1914 die Volksbühne gebaut hatte und 1927 das Renaissance-Theater errichtete. Der ungarische Baumeister Oskar Kaufmann hat mit der Villa Konschewski ähnlich dem Renaissance-Theater einen Art-déco-Bau geschaffen, der mit Elementen des Neo-Rokoko gemischt ist. Bei der Grundsanierung in den 1990er Jahren wurde, mit Zustimmung des Landeskonservators, das Remisengebäude abgerissen, an seine Stelle trat ein Neubau. Die Villa ist heute in mehrere Einheiten aufgeteilt.

## Hundequele oder Rotsee
Eine erste Erwähnung als „Hundekehl, Einzeln Fischerhauß bei Schmargendorff“ findet sich 1774 in den Typographischen Nachrichten von der Mark Brandenburg. Aus dem Jahr 1805 gibt es eine Beschreibung als „Hundekehl, Forsthaus zu Dahlem gehörig.“ Das heutige, prächtige Forsthaus „Hundekehle“ liegt rund 200 Meter südlich am Hundekehlefenn.

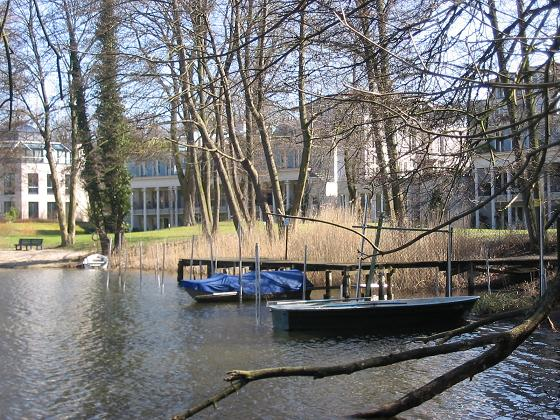
Moderne Luxusbauten am Südufer

Für die Namensherkunft „Hundekehle“ gibt es zwei Erklärungsansätze:
- Laut Luisenstädtischem Bildungsverein leitet sich der Name von dem alten Begriff „Hundequele“ als Sammelstelle für die Hundemeuten bei der Treibjagd ab. Folgt man dieser Erklärung, hätte diese Sammelstelle im benachbarten Hundekehlefenn gelegen, das dem See den Namen gegeben hätte. Für diese Version spricht zum einen die Nähe des Jagdschlosses Grunewald am benachbarten Grunewaldsee, zum anderen die „Hundekehlestraße“ im Ortsteil Schmargendorf, denn diese Straße hieß noch um 1890 „Hundequeleweg“
- Laut Gerhard Schlimpert, Namenforscher für den Teltow, geht diese Version offenbar auf Vorschläge von Herrmann Patzig aus dem Jahr 1926 zurück. Da es keine Hinweise auf den Namen des Sees vor dem 18. Jahrhundert gibt, vermutete Patzig, dass der Hundekehlesee mit dem 1567 genannten „Rotsee“, 1598 den halben „Rotsehe“ identisch sei. Patzig brachte den Namen mit der Einrichtung eines Hundehauses in Verbindung. Da es dafür allerdings keine Belege gäbe, hält Schlimpert nach mehreren Begriffsvergleichen (zum Beispiel „Silberkehle“) alternativ für möglich, das Bestimmungswort Hunde könne zum mittelniederdeutschen hunt für Maß, Ackermaß, 1⁄6 Morgen gehören und bringt Kehle mit dem mittelniederdeutschen kele, keel  für Schlucht, Bergenge in Verbindung.

## Nutzung
Der Hundekehlesee ist ein ausgewiesenes Angelgewässer (Nr. 2189) und wird vom Sportfischereiverein Wilmersdorf 1947 e. V. betreut. Folgende Fischarten kommen im See vor: häufig: Aale, Barsche, Rotaugen, Ukelei; regelmäßig: Brassen, Güster, Karauschen, Karpfen, Moderlieschen, Rotfedern; eher selten: Hechte und Schleien.